# Dionysiuskirche (Bremerhaven-Lehe)
Die Dionysiuskirche (auch Alte Kirche genannt) in Lehe (Bremerhaven) an der Ecke Lange Straße/Poststraße und Eisenbahnstraße ist eine evangelisch-lutherische Pfarrkirche.
Das Bauwerk wurde 1978 unter Bremer Denkmalschutz gestellt.

## Geschichte

Erste Darstellung der Alten Kirche (Dionysiuskirche) auf dem Leher Dilichstich von 1605

Ausschnitt aus einer Leher Häuserkarte von 1743

### Die Alte Kirche
Da es keine eindeutigen archäologischen oder urkundlichen Belege gibt, wurde die Gründung einer ersten Kirche an dieser Stelle um 1100, teilweise sogar schon um 1000, vermutet, erfolgte nach den Überlegungen von Riemer jedoch erst in der Mitte des 13. Jahrhunderts. Sie wurde angeblich erstmals 1310 in einer Urkunde erwähnt. Hierbei handelt es sich aber um eine Fälschung.
Die Kirche war zunächst ein einschiffiger Bau noch aus der Zeit der Spätromanik mit einem freistehenden, nördlichen Glockenturm oder Glockenhaus. Das Schiff war im Stil der Gotik mit Backsteinen überwölbt. Auch die Fenster waren gotisch geformt. Der Chor wurde etwas später angefügt. Nach Grabungen von 1909 und 1975 wurde vermutet, dass schon die erste Kirche innen rund 26 × 8,5 Meter groß gewesen sein, während die Befunde von 1975 mehr für ein Innenmaß von 17 × 8,5 Meter sprechen.
1530 kam die Reformation durch zwei Luther-Schüler nach Lehe. Von 1607 bis 1625 war die Kirche teilweise im reformierten Glauben, weil das reformierte Bremen als Schutzmacht die Religionszugehörigkeit bestimmte. Nachdem das Erzstift Bremen 1648 ans schwedische Bremen-Verden gefallen war, verfügte Schweden 1685 eine gemeinsame Nutzung mit den Lutheranern im sonntäglichen Wechsel.
Bis 1792 war der Kirchhof auch Begräbnisstätte. 
Am 10. August 1787 brannte der Kirchturm durch Blitzschlag, das Feuer konnte aber gelöscht werden. Am 18. Juli 1789 beschlossen die Fleckensgevollmächtigen und die Deichgeschworenen auf Antrag des Kirchengeschworenen Nicolaus Lührs, bei der Reparatur des Kirchturms in diesem Jahr eine halbe Rute als Maßstab anbringen zu lassen. Nach der Reparatur wurde die Jahreszahl 1789 in übergroßen Zahlen auf den Turm geschrieben. Während der Großbrand vom 10. März 1796 die Kirche verschonte, brannte sie am 29. Juni 1801 zusammen mit 42 anderen Gebäuden weitgehend nieder. Vom Kirchenschiff blieben die Außenmauern bis 2 Meter Höhe stehen, vom Turm bis 9 Meter Höhe.

### Patrone

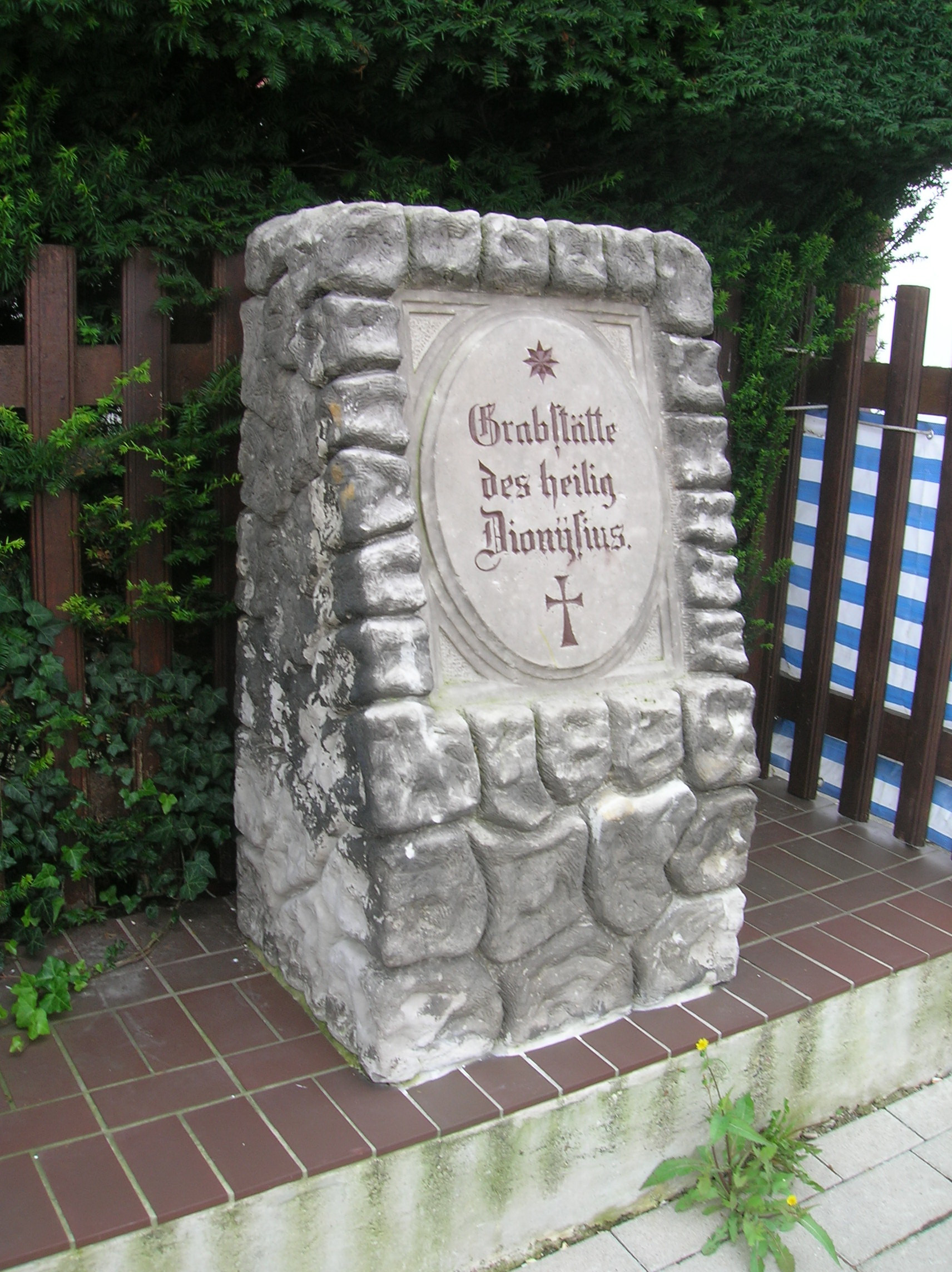
Gedenkstein Hl. Dionysius

Umstritten ist, ob die Pfarrkirche zunächst nur dem Heiligen Jakobus Major gewidmet war und ab wann ggf. ein Dionysius-Altar hinzukam. Beide Heiligen zieren das älteste vorhandene Kirchensiegel von 1350. In der näheren Umgebung gibt es noch die Kirchen in Langen-Debstedt und in Bremerhaven-Wulsdorf, die dem St. Dionysius geweiht sind. Auf die Debstedter Kirche (um 1200) kann vermutlich die Namensgebung zurückgeführt werden. Ab 1477 soll Dionysius der alleinige Schutzpatron der Alten Kirche gewesen sein.
Der heutige Namensgeber der Kirche, Dionysius von Paris, war im 3. Jahrhundert Missionar in Gallien, erster Bischof von Paris und christlicher Märtyrer. Ein Gedenkstein von 1887 in der Dionysiusstraße mit der Inschrift „Grabstätte des heiligen Dionysius“ erinnert an den Heiligen, der einer Legende nach hier enthauptet wurde. Tatsächlich starb er aber schon um 250 als Märtyrer in Paris, einer Legende nach in Montmartre. Daher wird vermutet, dass an der Stelle, an der heute der Grabstein steht, bei der Einführung der Reformation die Reliquien des Dionysius aus der katholischen Zeit der Kirche vergraben und dort weiterhin verehrt wurden.

### Umgebung der Kirche

Ausschnitt aus Straßenplan um 1715

Auf einem um 1715 entstandenen Straßenplan von Lehe sind um die Dionysiuskirche (1) herum gruppiert (im Uhrzeigersinn): die Wachte (8), das Feuersprützen-Haus (9), die Apotheke (7), das (luth.) Pfarr-Haus (4), die (luth.) Schule (2), das Reformierte Pfarrhaus (5) sowie die Lateinische und die Reformierte Deutsche Schule (3).

### Neubau nach 1802

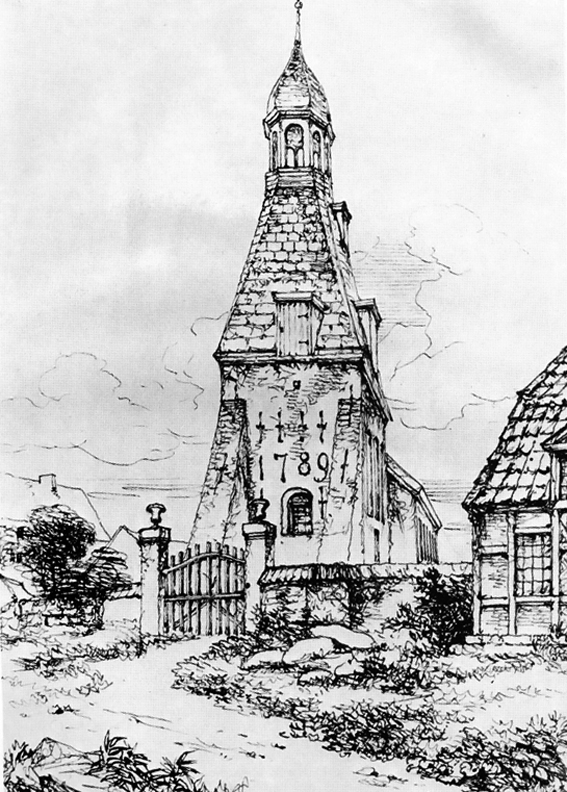
Federzeichnung der Kirche (George Ernest Papendiek, 1817)

Alte Kirche im Jahr 1868 mit erhöhtem Turm

Am 26. April 1802 begann der Wiederaufbau der Kirche, der noch in demselben Jahr abgeschlossen werden konnte, was durch die Jahreszahl 1802 am hinteren Kirchenschiff dokumentiert wurde. Der Wiederaufbau erfolgte im Stil der Romanik und des Klassizismus auf dem alten Grundriss nach Plänen des Schiffs-Capitäns Müller aus Stade, damals Sitz von Verwaltung und Generaldiözese Bremen-Verden, der von den Kirchengeschworenen als Bauinspektor hinzugezogen war. Es entstand ein einfacher innen und außen geputzter Bau mit einer inneren flachen Decke. Von der alten Kirche blieb beim Turm bis zu einer Höhe von neun Metern und im Schiff bis zu zwei Meter die aufsteigende Mauer aus Granitquadern bestehen. Der Turmrest erhielt einen Helm, das Schiff auf jeder Seite sechs hohe, rechteckige Fenster und ein Satteldach. Nach dem Verzicht der Reformierten übernahmen 1803 die Lutheraner die Kirche vollständig. 1868 wurde der Turm wieder erhöht.

### Ausstattung
Das Innere von 1803 blieb erhalten. Zwei schmale Emporen erstrecken sich fast über die ganzen Seiten. Die Kanzel ist aus Holz. Die Kirche besitzt einen Kelch und eine Patene (Schale) von um 1400, beide aus reichverziertem, getriebenem, vergoldetem Silber mit graviertem Blattrankenschmuck. Ein Kelch von 1455 hat einen Sechspassfuß. Die Oblatendose stammt von 1691, zwei Altarleuchter aus dem 17. Jahrhundert.

### Glocken
1927 wurden die drei Glocken der Kirche feierlich eingeholt. Heute verfügt die Kirche über folgende drei Glocken der Gießerer Rincker/Sinn aus dem Jahr 1952:
- Glocke 1 Ton. fis'
- Glocke 2 Ton. gis'
- Glocke 3 Ton: h'

### Umbau, Sanierungen

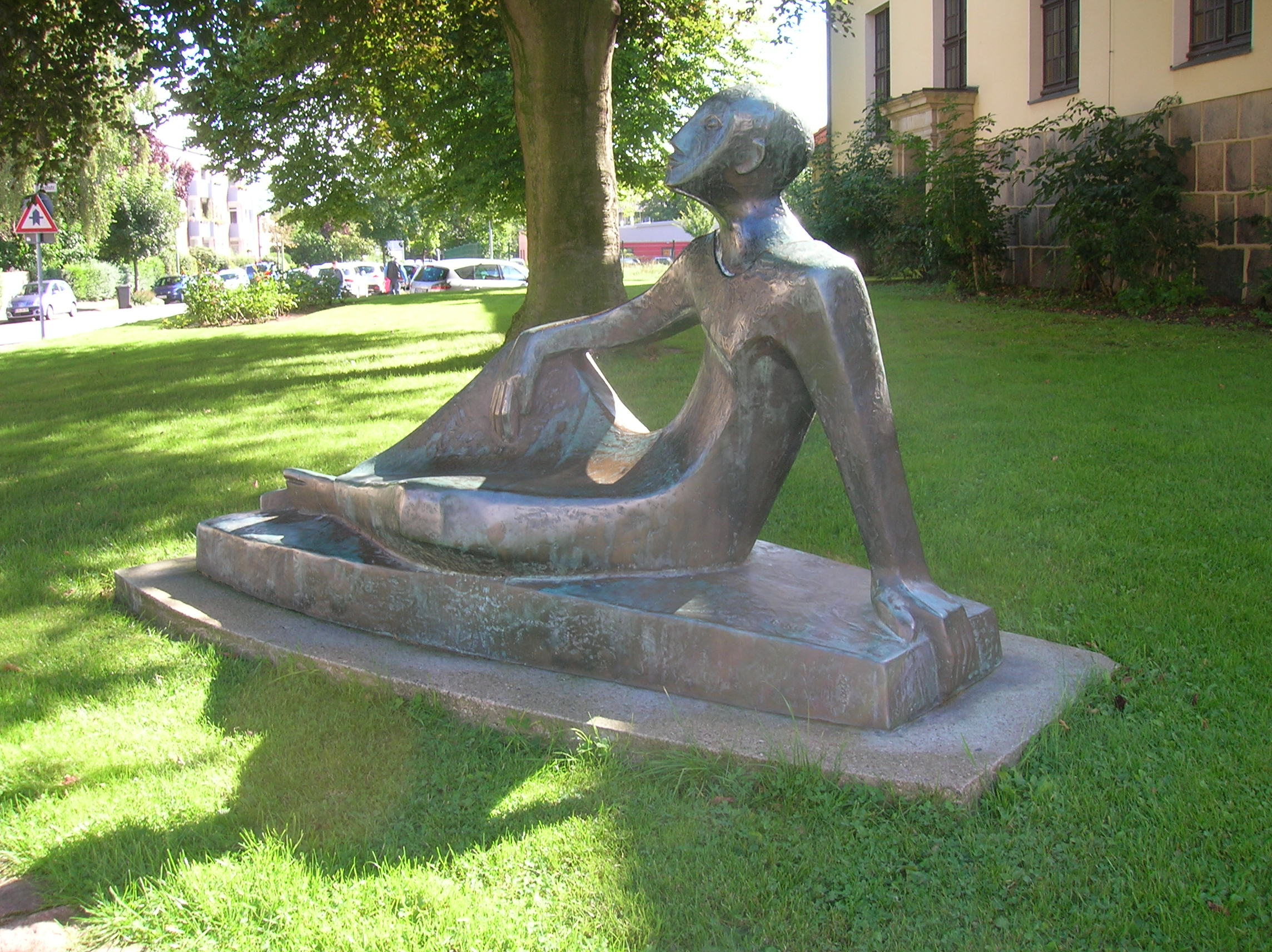
Gottsucher

Beim Umbau von 1909 wurden Turmportal, Kirchenportal und die vier Seitentüren im neoklassizistischen Stil erneuert und die Sakristei angebaut. Heute befindet sich nur noch ein erhaltener Grabstein an der Südseite der Kirche.
1975 und 2005 wurde die Kirche komplett saniert. Franz Rotter schuf 1981 die Bronzeplastik Gottsucher. Sie ist eine Schenkung des Ehepaars Gertrud und Hartwig Burgdorff zum 300-jährigen Bestehen ihrer Alten Privilegierten Apotheke (1980). Hartwig Burgdorff war lange Vorsitzender des Kirchenvorstands.
Seit Januar 2013 steht der Gemeindesaal zum Verkauf.

## Grabdenkmal Catharina Bohlen

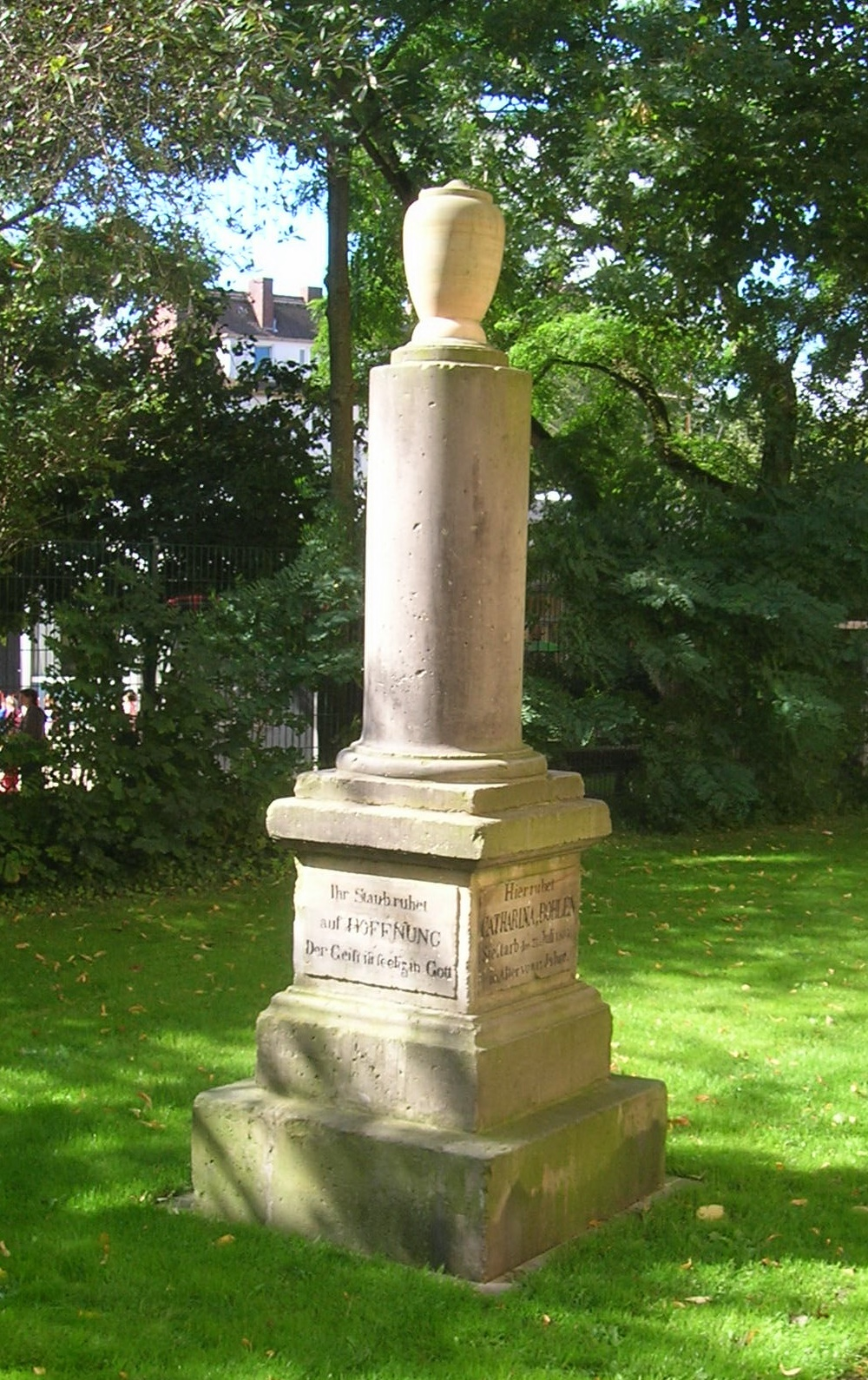
Stele für die Stammmutter der Bohlen

Neben der Alten Kirche steht das Grabdenkmal für die 1807 gestorbene Catharina Bohlen. Im Kirchenbuch heißt es: „Den 2. Juli ist Catharina Bohlen aus Schiffdorf, eine Witwe, nebst einer Parentation begraben. Gestorben den 29. Juni am Schlage, alt 82 Jahre und 2 Monate.“ Die eine der vier Sockelseiten trägt als Todesdatum den 21. Juli 1807. Die drei anderen Inschriften sind:
Zwischenzeitlich stand das Grabdenkmal auf dem Friedhof in Schiffdorf. Mehrere Leher Bürger schrieben 1917 einen Bittbrief an den Magistrat, als Zeichen für den ehemaligen Friedhof rund um die Alte Kirche das Grabdenkmal wieder an den ursprünglichen Ort zurückzuführen:

„Es ist den meisten Einwohnern nicht mehr bekannt, dass der erste Begräbnisplatz Lehes der Hof der Dionysiuskirche gewesen ist. Von der ersten christlichen Zeit bis zum Jahre 1826, also etwa 1000 Jahre hindurch, sind fast sämtliche Leher Einwohner hier zur letzten Ruhe in die Gruft gesenkt. … Hier schlafen die alten Leher, die uns erzählen können von der Einführung des Christentums, von dem Bau der Kirche und der Deiche, von dem ewigen Kampf mit dem Meer und den Menschen, von der Not, die das Wetter und die Krankheit gebracht, wie das Feuer ihnen Hab und Gut verschlungen. … Leider sind die Denkmale, die uns ihre Namen künden, nach der Anlage des neuen Friedhofs, als die Gräber des alten Kirchhofs geebnet worden sind, entfernt und zu anderen Zwecken verbraucht worden. Aber wir haben den dringenden Wunsch, ja, wir halten es für unsere heilige Pflicht, diese ernste Erinnerungsstätte treu zu bewahren und auch als solche zu kennzeichnen. … Nun haben wir die gute Gelegenheit, auch den Kirchhof wieder als bemerkenswerten Platz hervorzuheben, weil wir noch einen Denkstein entdeckt haben, der einst sicher hier gestanden hat. … Sie ist die Urgroßmutter des Gesandten Krupp von Bohlen und Halbach in Essen, der nach seiner Auffindung den Stein nach Schiffdorf, der Begräbnisstätte ihres Ehemannes Hinrich Bohlen, hat wollen schaffen lassen, aber jetzt auch unseren Plan, ihn auf seiner ursprünglichen Stelle wieder aufzustellen, für gerechtfertigt hält. … Wir bitten den Magistrat, uns den Stein der Catharina Bohlen, der auch für die Zeit seiner Herstellung kennzeichnend ist, zur Aufstellung auf dem alten Kirchhof zu überweisen, wo er als rechte Sehenswürdigkeit wirken und den ehrwürdigen Begräbnisplatz als solchen kenntlich machen würde. Für die Kosten kommen die Unterzeichneten auf.“

Unterschrieben wurde der Antrag unter anderem von den Lehrern H. Schröder, Dr. Menzel und Dr. Capelle, vom Apotheker Ranke, vom Buchhändler Brüning sowie von Dr. J. Bohls, G. Friese und Georg E. Bohlen.